# Българи в Словения
Българите в Словения са около 5000 души. При преброяването на населението през 2001 година те са 159 души. Според самооценка на общността ни гражданите с български произход в бившата югославска република са около 5000 души. В Словения принципът за избягване на двойното гражданство е основен. За определени категории лица двойното гражданство е допустимо. Словенските граждани с български произход в повечето случаи нямат българско гражданство. Българите преобладаващо имат статут на продължително пребиваващи чужденци. През 2009 година лицата с български паспорти са втората по големина имигрантска общност в Словения, но основно те са с произход от Р. Македония. Има сведения, че българите през 2014 година са вече около 35 000 – 45 000 души с тенденцията да се увеличават

## История
Българската общност се формира основно чрез преселвания на българи от Западните покрайнини и от Северна Македония в рамките на бивша Югославия в периода 1919-1989 година, а след 1990 година от икономическа емиграция.